# 渡辺啓太
渡辺 啓太（わたなべ けいた、1983年9月30日 - ）は、バレーボールアナリスト（データ戦略分析スタッフ）。
日本バレーボール協会の元・全日本シニア女子チームチーフアナリスト、ハイパフォーマンス戦略担当・シニアアナリスト、女子強化委員会主事、科学研究委員会副主事、男子強化委員会テクニカル委員。日本オリンピック委員会専任情報・科学スタッフ。一般社団法人日本スポーツアナリスト協会代表理事。

## 来歴・人物
東京都世田谷区出身。浅野中学校・高等学校時代よりバレーボール部に所属。
「ITをスポーツに活用すること」を志し、AO入試で専修大学ネットワーク情報学部に入学。
当初は、体育会バレーボール部に一般部員として入部。部の監督の提案で1年次の終わりから、サブマネジャー兼アナリストを務める。当時の柳本晶一監督の目に留まり、3年次から全日本シニア女子チームに帯同、4年次で専属となった。
2006年（平成18年）の卒業後は、日本バレーボール界初となる「ナショナルチーム専属アナリスト」として、日本バレーボール協会に所属。日本選手団の最年少役員を経験し、2008年の北京五輪後に眞鍋政義監督に代わってからも、2016年までアナリストを継続してきた。
筑波大学（大学院）人間総合科学研究科（スポーツ健康システム・マネジメント専攻）に入学し、修了。学位は修士（体育学）。
その後、専修大学ネットワーク情報学部客員教授等を経て、桐蔭横浜大学スポーツ健康政策学部の専任講師となる。
2021年4月1日、國學院大學人間開発学部健康体育学科の准教授に就任。バレーボール全日本シニア女子チームではディレクターを務める。

## 著書
- なぜ全日本女子バレーは世界と互角に戦えるのか―勝利をつかむデータ分析術（2012年、東邦出版）
- 伸びる人のデータの読み方、強い組織のデータの使い方―全日本女子バレーボールチーム・アナリストが教える情報戦略（2013年、日本文芸社）
- データを武器にする－勝つための統計学（2013年、ダイヤモンド社）